# Calolampra submarginalis
Calolampra submarginalis är en kackerlacksart som beskrevs av Karlis Princis 1954. Calolampra submarginalis ingår i släktet Calolampra och familjen jättekackerlackor. Inga underarter finns listade.